# Johanna Odonkor Svanikier
Johanna Odonkor Svanikier là Chủ tịch và Giám đốc điều hành sáng lập của Hiệp hội Di sản và Văn hóa Châu Phi. Bà cũng là Đại sứ trước đây của Ghana tại Pháp và Bồ Đào Nha, cũng như Tổ chức Quốc tế La Francophonie và Trung tâm Phát triển OECD. Bà cũng từng là Đại biểu thường trực của Ghana cho Tổ chức Giáo dục, Khoa học và Văn hóa của Liên Hợp Quốc (UNESCO). bà được gọi đến quán bar của Anh và xứ Wales năm 1990 và đến quán bar Ghana năm 1991. Bà là thành viên của Đền Nội tâm. Bà cũng đã làm việc như một giảng viên đại học và một nhà tư vấn phát triển.

## Giáo dục

### Thứ hai
Johanna Svanikier đã học trường trung học/trung học nữ Aburi ở Ghana.

### Đại học và sau đại học
Svanikier có bằng cử nhân (LL.B.) và bằng thạc sĩ (LL.M.) từ Trường Kinh tế Luân Đôn. Bà có bằng thạc sĩ quản trị công (MPA) từ Trường Chính phủ Kennedy của Đại học Harvard, nơi bà là học giả Fulbright. Bà cũng có bằng thạc sĩ khoa học chính trị (M.Sc) từ Đại học Oxford.

## Sự nghiệp
Vào ngày 24 tháng 10 năm 2014, Đại sứ Svanikier đã chính thức trao thư tín nhiệm của mình cho Tổng thống Pháp François Hollande tại Cung điện Elysée ở Paris, Pháp. Trong bài phát biểu của mình, Hollande đã ca ngợi Ghana vì đã kiếm được uy tín và sự tôn trọng trong cộng đồng quốc tế.
Svanikier từng là Ủy viên Ủy ban Kế hoạch Phát triển Quốc gia Ghana từ năm 2010 đến 2014 và là giám đốc không điều hành của Fidelity Bank, Ghana Ltd từ năm 2009, nơi bà làm Chủ tịch Ủy ban Phúc lợi và Phúc lợi Nhân viên. bà cũng thuộc Ban cố vấn của Bộ Tài nguyên và Đất đai ở Ghana.
Năm 2016, bà thành lập Hội Di sản và Văn hóa Châu Phi, nơi tổ chức Điểm đến Ghana! Hội nghị Homecoming Châu Phi Diaspora để kỷ niệm 60 năm độc lập của Ghana và ý nghĩa của nó đối với người châu Phi ở Diaspora và các dân tộc gốc Phi. Nó có sự tham gia của các nhân vật đáng chú ý từ cả Châu Phi và Cộng hòa bao gồm cả Lord Paul Boateng của Akyem và Wembley, Lisa Mensah, cựu Bộ trưởng Bộ Phát triển Nông thôn của chính quyền Obama, diễn viên Hugh Quarshie của Star Wars và Holby City nổi tiếng, Patrick Awuah người sáng lập Đại học Ashesi, Fred Swaniker, người sáng lập Đại học Lãnh đạo Châu Phi và Fuse ODG của 'Azonto' và 'Ăng-ten' danh tiếng và người đề xướng 'Đây là New Phi' (TINA).
bà là tác giả của "Quyền của phụ nữ và Luật pháp ở Ghana".

## Cá nhân
Johanna Odonkor Svanikier kết hôn với Thomas Svanikier, người sáng lập và chủ tịch điều hành của Tập đoàn Svani. Họ có ba người con.